# Modernisme tropical
Le modernisme tropical est un style architectural qui fusionne les principes de l'architecture moderniste avec les traditions vernaculaires tropicales, et qui a émergéau milieu du XXe siècle. Ce mouvement répondait aux conditions climatiques et culturelles uniques des régions tropicales, en Asie, en Afrique, en Amérique latine et dans les îles du Pacifique. Des architectes pionniers comme Geoffrey Bawa au Sri Lanka et Charles Correa en Inde ont su équilibrer les techniques architecturales modernes avec les pratiques de construction traditionnelles de leurs régions respectives. L'héritage du modernisme tropical continue d'influencer les pratiques architecturales contemporaines, notamment dans la quête de solutions durables dans le contexte des climats tropicaux,.

## Développement historique
Le modernisme tropical est né au milieu du XXe siècle, une période marquée par la modernisation et la décolonisation d’après-guerre, qui a vu l’émergence d’identités nationales dans les pays du Sud. Le mouvement était une réponse aux approches architecturales modernistes de l'époque, visant à les adapter aux contextes environnementaux et culturels uniques des régions tropicales,.

### Origines et pionniers
Les premiers pionniers du modernisme tropical incluent des architectes comme Geoffrey Bawa au Sri Lanka, dont le travail a démontré une profonde compréhension du climat et de la culture locale, mélangeant les principes modernistes à l'architecture vernaculaire traditionnelle. De même, des architectes comme Charles Correa en Inde ont contribué au mouvement en intégrant des formes architecturales modernes aux éléments architecturaux traditionnels indiens.

### Modernisation d'après-guerre
L’après-guerre a vu une augmentation des efforts de modernisation dans de nombreux pays tropicaux. Le besoin de nouvelles infrastructures et de développement urbain a fourni un terrain fertile à l’adaptation et à l’évolution des principes architecturaux modernistes dans les contextes tropicaux.

### Décolonisation et identité nationale
La période de la décolonisation a contribué à l’essor du modernisme tropical, les nations émergentes cherchant à exprimer leur nouvelle identité nationale à travers l’architecture. Le mouvement est devenu un moyen de refléter un mélange de modernité et de tradition dans les conceptions architecturales,.

### Variations et évolutions régionales
Le modernisme tropical s’est manifesté différemment selon les régions, reflétant les conditions culturelles, politiques et environnementales uniques à chaque zone. En Afrique de l’Ouest, par exemple, le mouvement était étroitement lié au pouvoir politique et à l’identité nationale. De même, dans des régions comme l’Amérique latine et l’Asie du Sud-Est, le modernisme tropical a évolué pour refléter les différentes traditions vernaculaires et les programmes de modernisation.

## Caractéristiques
Le modernisme tropical se caractérise par son intégration transparente des principes modernistes aux architectures vernaculaires tropicales. Le style accorde une importance particulière à la réactivité environnementale, souvent caractérisée par une utilisation intensive de matériaux locaux, des stratégies de refroidissement passif et une forte connexion intérieur-extérieur.

### Réactivité environnementale
Une caractéristique déterminante du modernisme tropical est sa réactivité au climat local. L’approche de conception intègre souvent des stratégies de refroidissement passif, telles que la ventilation naturelle, la présence d'ombrages et les jeux d’eau, pour atténuer la chaleur tropicale. Les bâtiments conçus dans ce style sont généralement orientés de manière à maximiser la ventilation naturelle et à minimiser le gain de chaleur solaire, réduisant ainsi la dépendance aux systèmes de refroidissement mécaniques.

### Utilisation de matériaux locaux
L’utilisation de matériaux locaux est une caractéristique du modernisme tropical, reflétant un engagement envers la durabilité et le respect des traditions locales. Des matériaux tels que le bois, la pierre et le chaume sont couramment utilisés, souvent de manière innovante, reflétant à la fois l'artisanat moderniste et traditionnel.

### Connexion intérieure-extérieure
L’une des caractéristiques essentielles du modernisme tropical est le brouillage des espaces intérieurs et extérieurs, afin de favoriser la ventilation naturelle et de donner un sentiment d’ouverture. Cet effet est souvent atteint grâce à l’utilisation de grandes ouvertures, de vérandas, de cours et d’autres espaces de transition, qui favorisent la circulation de l’air et l’extension des espaces de vie dans le paysage.

### Éléments architecturaux
Le modernisme tropical intègre souvent des éléments architecturaux caractéristiques de la langue vernaculaire locale, tels que des toits en pente, de larges avant-toits et des niveaux de plancher surélevés, qui sont adaptés aux sensibilités modernistes. La juxtaposition d’éléments modernes et traditionnels crée un langage architectural distinctif qui reflète une synthèse des tendances modernistes mondiales avec les traditions de construction locales.

## Représentants notables
Le modernisme tropical a été considérablement façonné par un certain nombre d'architectes qui ont fusionné les principes architecturaux modernes avec des conceptions vernaculaires tropicales. Parmi les praticiens notables, on peut citer :
- Maxwell Fry et Jane Drew. Ce couple d'architectes britanniques était actif en Afrique de l'Ouest britannique (Ghana, Nigéria, Gambie et Sierra Leone), où ils utilisaient de nouvelles méthodes de construction et des techniques innovantes de contrôle climatique (par exemple, des persiennes réglables, de larges avant-toits et des brises-soleils). Ils ont attiré l'attention internationale sur les principes du modernisme appliqués au contexte tropical par la création du Département d'architecture tropicale à l'Association d'architecture en 1954 et par leur livre influent Tropical Architecture in the Humid Zone (1956)[8],[9].
- Geoffrey Bawa : un architecte sri-lankais connu pour être le pionnier du modernisme tropical. Son travail illustre l'intégration des principes de conception moderniste avec les éléments architecturaux traditionnels du Sri Lanka, créant un style d'architecture moderne unique et adapté localement[2].
- Vladimir Ossipoff : Connu comme le « maître de l’architecture hawaïenne », l’œuvre d’Ossipoff présente en bonne place les éléments du modernisme tropical. Ses conceptions mettent l'accent sur la ventilation naturelle, l'intégration intérieure-extérieure et l'utilisation de matériaux locaux pour créer des bâtiments adaptés au climat hawaïen[10].
- Charles Correa : un architecte indien qui a contribué de manière significative au modernisme tropical en intégrant des formes architecturales modernes aux éléments architecturaux indiens traditionnels. Son projet pour le Gandhi Smarak Sangrahalaya à Ahmedabad en est un exemple notable[11].
- Lúcio Costa et Oscar Niemeyer : Ces architectes brésiliens ont joué un rôle déterminant dans le développement du modernisme tropical au Brésil, avec leur conception de la ville de Brasilia mettant en valeur les principes architecturaux modernistes adaptés au climat tropical.

## Exemples architecturaux
Le modernisme tropical s'est incarné dans divers projets qui mettent en valeur les caractéristiques clefs du mouvement : réactivité environnementale, utilisation de matériaux locaux et connectivité intérieure-extérieure. En voici quelques exemples :

Exemples d'architecture tropicale moderne
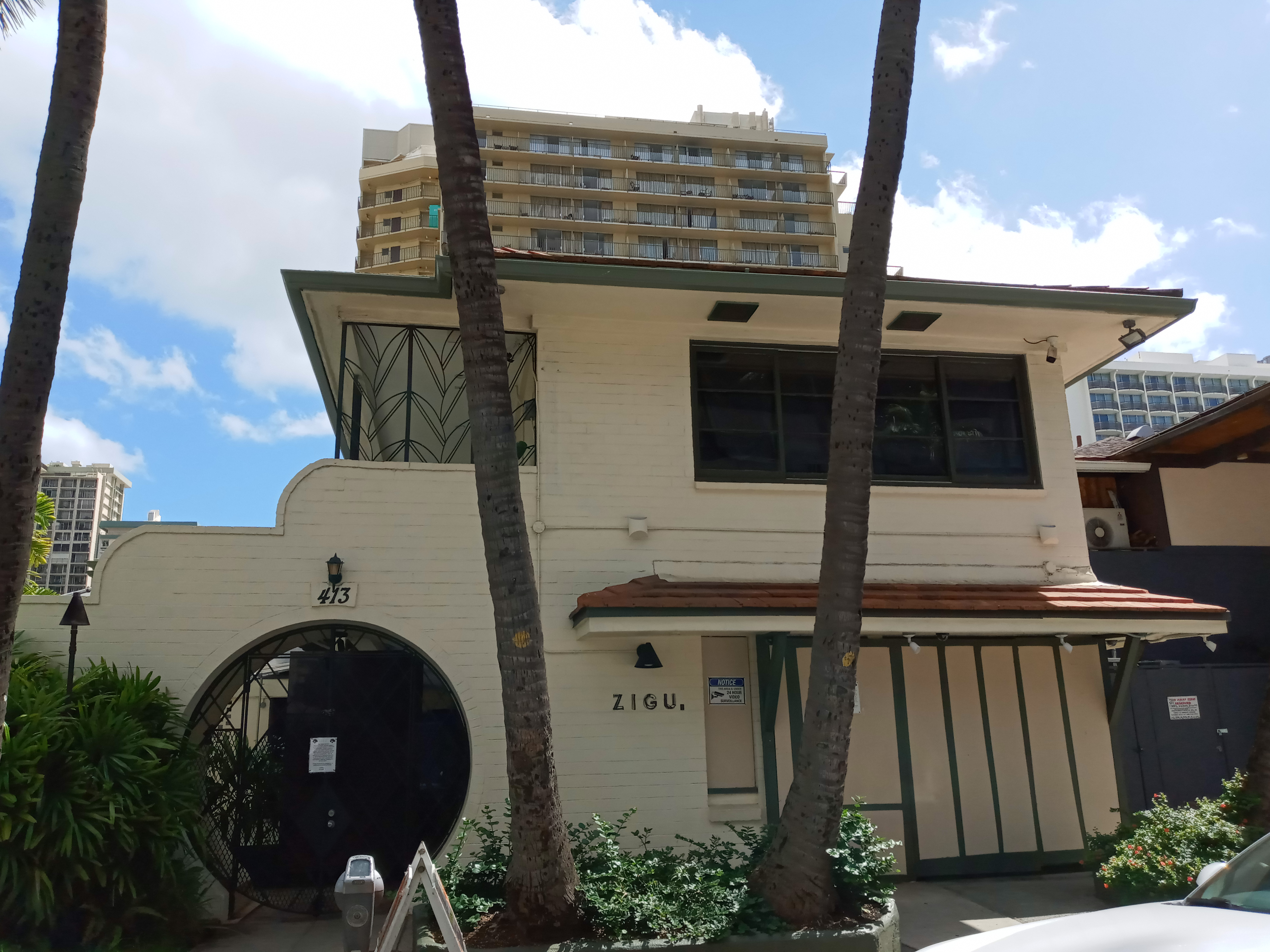
Cooper Apartments (en) (1939) du cabinet d'architectes Dahl & Conrad
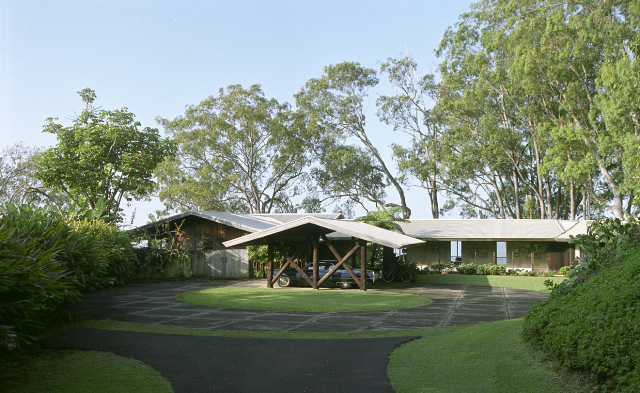
Liljestrand House (en) (1952) de l'architecte Vladimir Ossipoff (en)
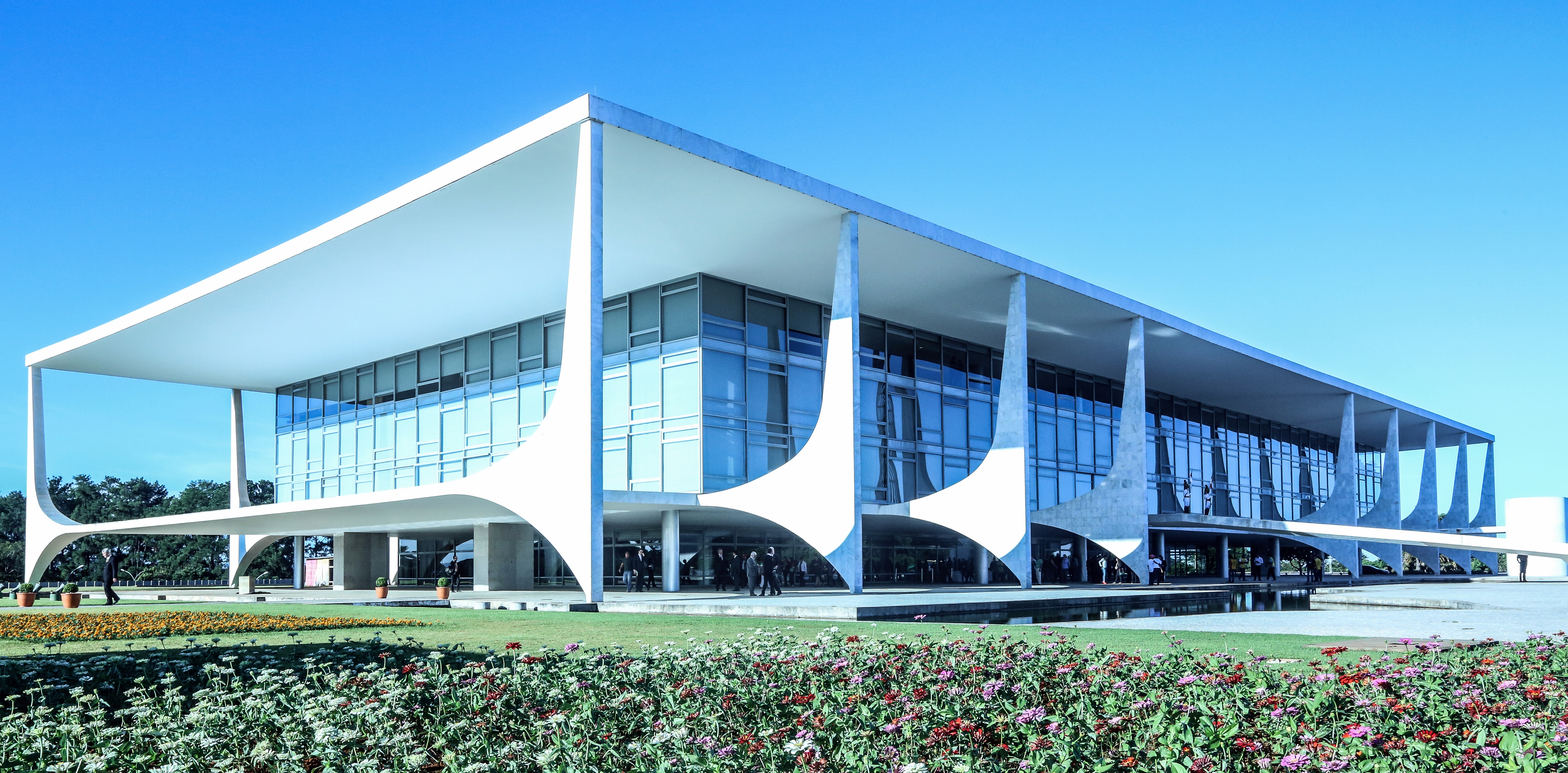
Palais du Planalto par l'architecte Oscar Niemeyer (1958-1960)
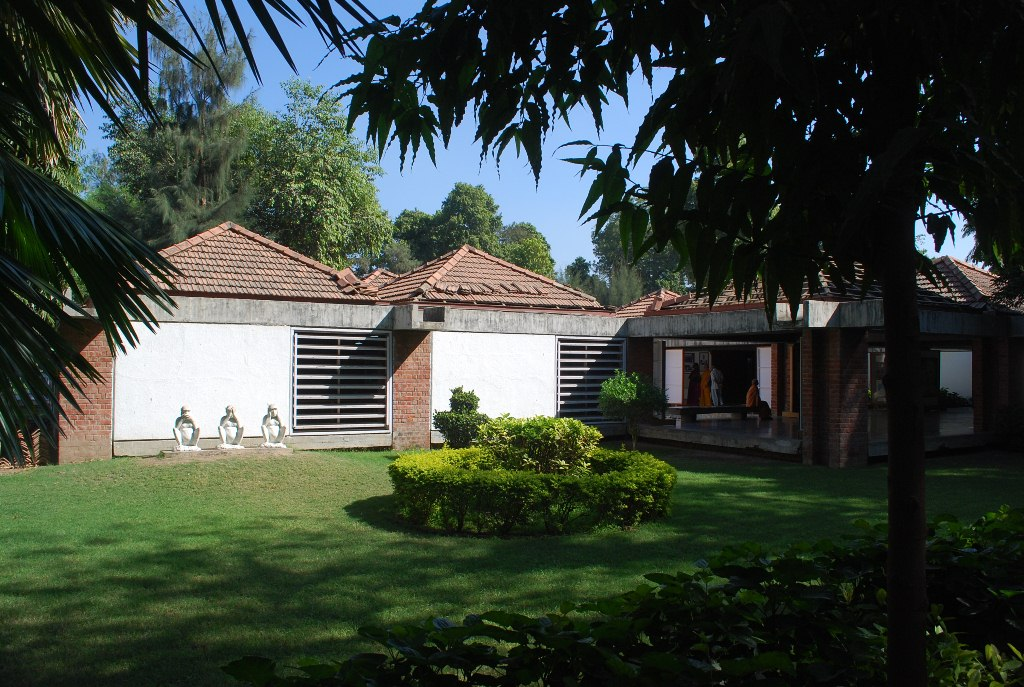
Gandhi Smarak Sangrahalaya (en) de l'architecte Charles Correa (1958-1963)
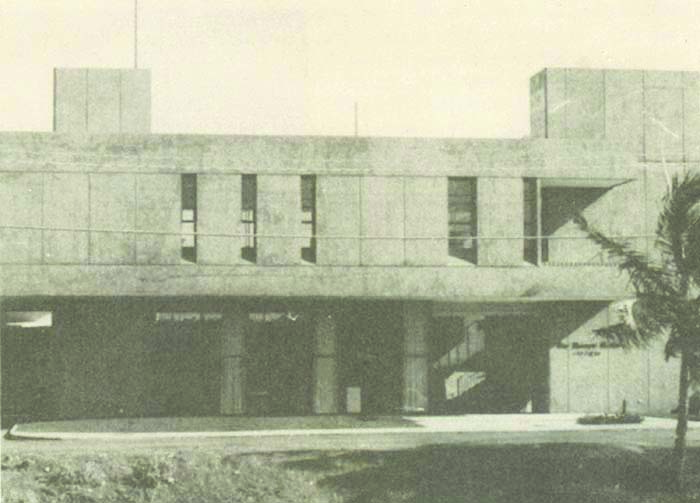
Hawai'i Hochi Building (en) (1972) de l'architecte Kenzō Tange
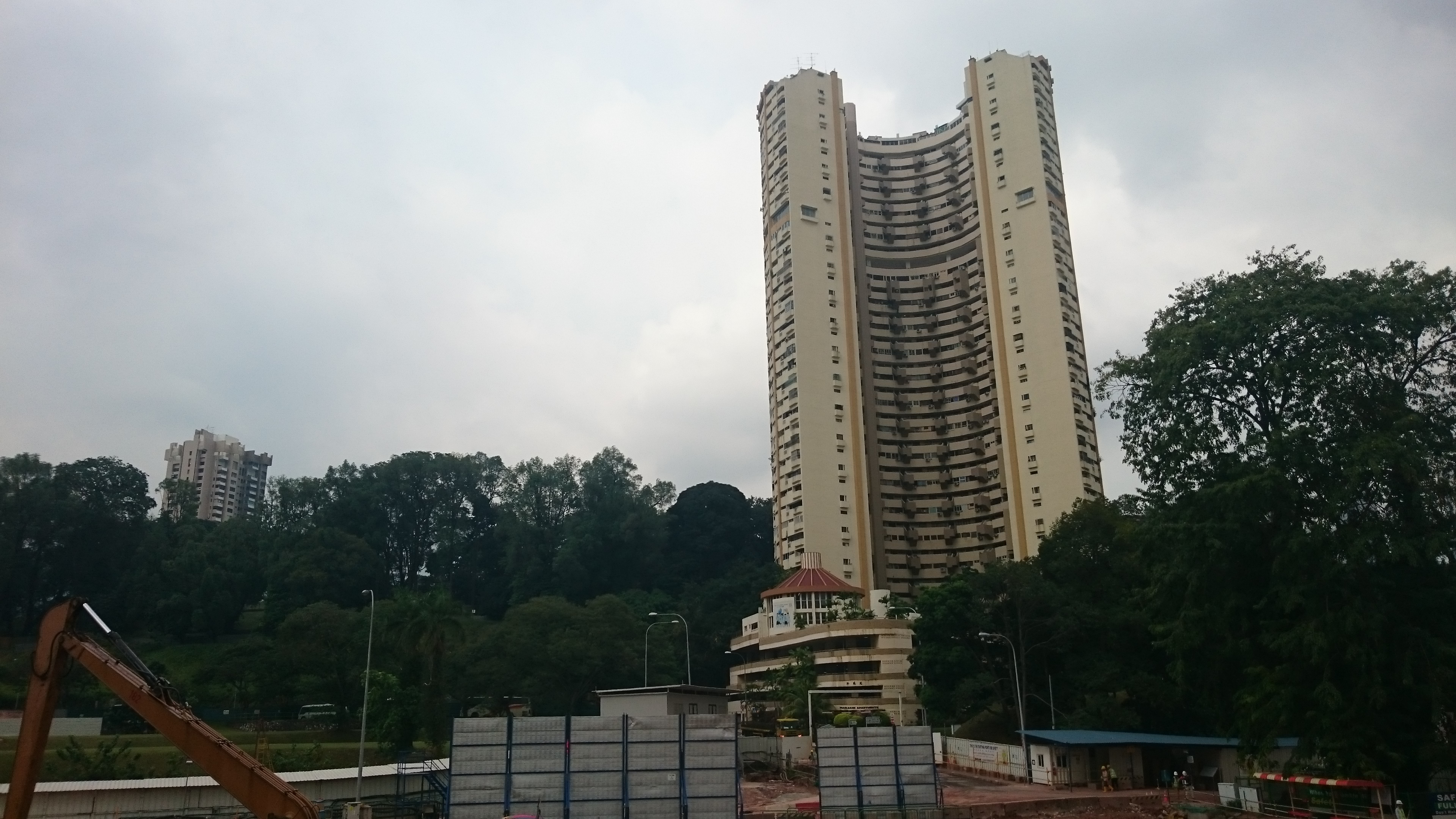
Pearl Bank Apartments (en) (1976) Conçu par Tan Cheng Siong

## Critiques et héritage colonial
Le modernisme tropical a été critiqué pour ses racines coloniales, en particulier dans des régions comme l’Afrique de l’Ouest. Initialement, ce style architectural était utilisé par les puissances coloniales, imposant ainsi leur propre culture architecturale, en particulier en Afrique de l'Ouest britannique. Les principes de conception du modernisme tropical ont été largement adaptés pour répondre au confort des administrateurs coloniaux, favorisant l’idée d’un sujet colonial plus productif pour contrer les appels à l’indépendance. Malgré ses débuts eurocentriques, les dirigeants post-indépendance comme Kwame Nkrumah ont reconnu le potentiel du modernisme tropical pour la construction nationale, en l'associant aux idéologies panafricaines pour favoriser un sentiment d'identité nationale et de progrès.
Les opinions concernant Vladimir Ossipoff (en) et le modernisme tropical à Hawaï sont nuancées. Ossipoff, souvent surnommé le « maître de l'architecture hawaïenne », a joué un rôle essentiel en apportant l'essence du modernisme tropical au pays. Son travail est reconnu pour sa sensibilité environnementale, sa contextualisation culturelle et son adéquation aux caractéristiques paysagères uniques d'Hawaï, décrivant un mélange harmonieux entre les principes architecturaux modernes et les contextes culturels et géographiques locaux,. Il était connu pour son approche pragmatique et fondée sur les convictions en matière d'architecture, menant ce qu'il appelait une « guerre contre la laideur », provoquée par un développement excessif dans les îles hawaïennes.
Cependant, il est essentiel de noter que le terme « modernisme tropical » lui-même, en tant que mouvement plus large au-delà du travail d'Ossipoff, a été critiqué pour avoir potentiellement des connotations coloniales ou eurocentriques, en particulier lorsqu'il est appliqué dans des contextes non occidentaux comme l'Afrique. Les critiques soutiennent que le mouvement, tout en visant à mélanger les architectures vernaculaires modernistes et locales, pourrait par inadvertance perpétuer une forme de colonialisme architectural ou afficher un parti pris eurocentrique, souvent en rejetant ou en sous-estimant les traditions architecturales locales en faveur des principes modernistes,.

## Correspondance aux enjeux contemporains
La pertinence contemporaine du modernisme tropical réside dans sa capacité à répondre aux défis climatiques inhérents aux régions tropicales. Plusieurs aspects soulignent son importance aujourd’hui :
- Développement durable : environ 50 % de la population mondiale réside dans la ceinture tropicale, où se trouvent les villes à la croissance la plus rapide, ainsi que 70 % des forêts qui contribuent à contenir les émissions de CO2. Les principes du modernisme tropical sont essentiels pour concevoir une architecture cohérente et adaptée dans ces régions, reconnaissant les valeurs de la tropicalité ainsi que ses spécificités[15].

- Réactivité environnementale : le style met l’accent sur les éléments de conception passifs pour obtenir un confort thermique, une approche essentielle dans les climats tropicaux caractérisés par des températures et une humidité élevées. Des caractéristiques telles que les pare-soleil, les surplombs et l’utilisation de matériaux locaux contribuent à l’efficacité énergétique et à la durabilité environnementale[16].

- Expressions architecturales régionales : la résurgence des architectures régionales, notamment du modernisme tropical, est notée dans le discours architectural international. Ce style permet l’exploration d’une esthétique régionalisée, encourageant des pratiques de conception réflexives qui prennent en compte les contingences environnementales et humaines. Elle remet en question l’esthétique architecturale dominante mondialisée, en promouvant une pratique architecturale plus contextuelle et réfléchie[17].